# Andrei Ostap
Andrei Ostap (n. 3 noiembrie 1921, Chișinău – d. 5 ianuarie 1995, București) a fost un sculptor și pictor român - moldovean de origine poloneză, autor a sute de sculpturi cu o însemnătate deosebită pentru patrimoniul cultural al României și Republicii Moldova, expuse în locuri din întreaga lume.

## Biografie
Andrei Ostap s-a născut în orașul Chișinău, în familia Mariei și a lui Stanislav Ostap. Deoarece tatăl său era de origine poloneză, în perioada 1928-1934 copilul a urmat atât Școala primară poloneză, cât și, în paralel, pe cea română. În această perioadă, împreună cu sora sa Janina, a participat la activitățile artistice (spectacole de teatru, corală, dans) și la cele sportive organizate de Clubul Polonez.
În anii 1934-1938, Andrei Ostap a urmat Școala de Arte și Meserii, unde a învățat desen ornamental și desen tehnic. A absolvit apoi liceul, în anul 1941, și a obținut diploma de bacalaureat cu note maxime.
În timpul celui de-al Doilea Război Mondial a fost elev la Școala Militară de la Râmnicu Vâlcea, specialitatea geniu, fiind repartizat apoi ca sergent genist la unitatea 3 CFR, alături de care a participat la luptele de pe frontul de apus, contribuind la eliberarea Cehoslovaciei și Austriei. A fost rănit în lupte și decorat. 
După ce s-a întors de pe front, Andrei Ostap a vrut să se înscrie la Institutul de Arte Plastice din București, dar cum examenul de admitere se susținuse deja, a fost nevoit să se înscrie la Academia de Arte Plastice Guguianu, care era o școală particulară, unde i-a avut ca profesori pe Camil Ressu la desen și pe Corneliu Medrea la modelaj. După primul an de studii, a devenit audient și la Institutul de Stat. Ca student, locuia într-o mansardă unde făcea desene după marii maeștri. A absolvit cei trei ani de studii de la Academia Particulară Guguianu cu premiul întâi și a dat examen de admitere la Institutul de Arte Plastice „Nicolae Grigorescu”, fiind admis de o comisie specială direct în anul IV. Deoarece examenele teoretice nu i-au fost echivalate, a trebuit să le susțină din nou într-un singur an. A absolvit în anul 1951 cursurile de la Institutul de Arte Plastice „Nicolae Grigorescu” cu premiul I și examenul de stat cu nota 10 (ca șef de promoție). În anul V de facultate a expus bustul lui Pușkin la Sala Dalles, obținând și un premiu.
În anul 1953, după ce a câștigat concursul organizat la Muzeul Theodor Aman cu tema „bustul lui Theodor Aman”, Andrei Ostap a obținut bursa Paciurea.
În 1955 a devenit membru al Uniunii Artiștilor Plastici din București, după care a urmat o perioadă de activitate intensă. Ani la rând a făcut parte din comisia de îndrumare, desfășurând o bogată activitate culturală în cadrul Sindicatului Sanitar județean Brașov, ulterior devenind membru în comitetul de conducere al secției de sculptură al Uniunii Artiștilor Plastici din București.
A fost șef de colectiv la mai multe lucrări de artă monumentală, participând astfel la formarea de tineri artiști, pe care i-a instruit benevol, ajutându-i financiar pe cei mai săraci dintre ei.
A realizat documentări în minele de la Lupeni și Baia Mare, în diferite întreprinderi siderurgice de la Brașov, în gospodăriile agricole de la Hărman etc., pentru a înțelege specificul activității desfășurate acolo și a realiza sculpturi cât mai reușite. El a donat minerilor o treime din suma ce trebuia să i se achite pentru „Monumentul Ostașului Român”, dezvelit în 1960 în Câmpia Tineretului din Baia Mare, în scopul de a li se îmbunătăți condițiile de muncă.
Multe dintre lucrările sale au fost donate pentru cauze umanitare. Artistul Andrei Ostap a murit în 1995 după o grea suferință.
Nepotul-sau Richard Dessart, scrie eseuri în Belgia despre patrimoniul si istorie.

## Lucrări de sculptură executate începând din 1945

### Portrete monumentale
- Nicolae Bălcescu
- Ludwig van Beethoven
- Frédéric Chopin
- Revoluționarul Cloșca
- Gala Galaction
- Înțelepciunea
- Nicolaus Kopernick
- Luciditate
- Adam Mickiewicz
- Aldo Moro
- Eftimie Murgu
- Oedipe
- Suzana Ostap
- Tudorel Popa
- D-na Sambas (Ambasador al Indoneziei)
- Selena
- Stanislaw Soliski (Varșovia)
- Vlad Țepeș
- Tudor Vianu

### Portrete
- Autoportret
- Emil Bartolozi
- Nicolae Bălcescu
- Dr. Bologa
- Cap de copil
- Dr. Cărpinișeanu
- Dinu Cătuleanu
- Spiru Chintilă
- Tudor Ciortea
- Camelian Dumitrescu
- Ion Focșa
- Constantin Frunză
- Jaroslaw Jwaszkiewicz (Polonia)
- Henrik Malinowski (Varșovia)
- Adam Mickiewicz
- Arhitectul Mohor
- Muncitor (Brașov)
- Arhitectul Perceag
- Artistul Gheorghe Petre
- Portret de copil
- Portretul soției
- Profesor (Brașov)
- Portretul unei studente
- Dr. Siligeanu
- Sofroni
- Student la medicină (Ghana)
- Im Hac Sum (Coreea)
- Gheorghe Trandafirescu
- Țărancă din regiunea Herman
- Țăran din Maramureș

### Compoziții
- 13 decembrie 1918
- Acrobați
- Atomul în slujba vieții
- Belșugul
- Cioban
- Cizelori
- După baie
- Familia
- Formarea poporului român
- Geneza
- Înotătoare
- Laminoriști
- Liniștea
- Maternitate
- Mineri
- Monadă
- Mugurii vieții
- Muzică
- Oțelari
- Pacea
- Patinatorii
- Pescari
- Răscoala 1907
- Sărutul
- Smerenia
- Solidaritate
- Sportivi 1
- Sportivi 2
- Tandrețe
- Timpul
- Tors
- Țăranca cu copil
- Țăranca cu flori
- Țărancă cu vas pe cap
- Viață și rod
- Victoria

### Lucrări publice de sculptură
- Nicolae Bălcescu (bust compozițional în piatră – Târgu-Mureș)
- Belșugul (compoziție în bronz – Muzeul din Botoșani)
- Beethoven (portret monumental – Teatrul din Târgu-Mureș)
- Boleslaw Bierut (bust monumental în bronz - București)
- Ion Luca Caragiale (bust monumental în piatră artificială – Galați)
- Chopin (bust monumental în piatră – București)
- Culesul strugurilor (relief de aramă - Panciu)
- Mihai Eminescu (statuie în bronz – București)
- George Enescu (bronz – București)
- Frontonul Teatrului de la Galați și 14 Metope (piatră artificială)
- Gala Galaction (bronz - București)
- Nicolaus Kopernik (Ambasada Polonă - București)
- Nicolaus Kopernik (Observatorul Astronomic București)
- Monumentul Ostașului Român (Baia Mare)
- Aldo Moro (portret în bronz - București)
- Pescari (statuie în piatră - Brăila)
- Anghel Saligny (bronz - București)
- Sportivi (relief în aramă – Pitești)
- Sportivii (grup statuar în bronz - Pitești)
- Solidaritate (relief în aramă – Pitești)
- Steme de ceramică și 150 m de ornamente arhitecturale de ceramică (Muzeul Șuțu-București)
- Steriadi (bronz - București)
- Șarja păcii (relief – București)
- Barbu Ștefănescu-Delavrancea (bronz - București)
- Timonier (statuie în piatră – Constanța)

### Proiecte de monument
- 1 Mai (concurs la Praga)
- 13 decembrie 1918
- 130 de ani de la Revoluția din 1848
- Apărătorii Patriei (concurs la București pentru Muzeul Armatei)
- Auschwitz (concurs în Polonia pentru Oswiecim)
- Nicolae Bălcescu
- Eliberare (concurs la Brașov - premiu)
- George Enescu
- Grivița 1933 (concurs la București - mențiune)
- Grivița 1933 (concurs pentru București)
- Grup statuar pentru Muzeul Armatei
- Independența
- Istoria Poporului Român
- Înotătoare (concurs pentru București)
- Liniștea (concurs pentru Constanța)
- Monumentul Armatei (concurs pentru Școala de Război - mențiune)
- Monumentul Independenței (concurs pentru Cluj)
- Ostașul Român (concurs la Cluj)
- Ostașul Român-vânător de munte (concurs la Sfântu Gheorghe)
- Pescari (concurs pentru Brăila)
- Aleksandr Pușkin (premiat)
- Răscoala 1907
- Victoria (concurs pentru Manzoleu)

### Reliefuri
- Colectiviști (aramă - București)
- Construcția Operei de Stat (București)
- Culesul strugurilor (aramă – Panciu)
- Doftana (aramă - Doftana)
- Familia (aramă)
- Avram Iancu 1
- Avram Iancu 2
- Înfrățirea (aramă - Pitești)
- Muzică (aramă)
- Nud (aramă)
- Orchestra (aramă)
- Pădureanca (aramă)
- Sportivi (aramă - Pitești)
- Șarja Păcii (aramă - București)
- Țărancă cu flori (aramă)

### Busturi monumentale
- Ady Endre
- Theodor Aman
- Nikos Beloianis
- Caragiale
- Chopin
- Tudor Ciortea
- Adam Mickiewicz
- Aleksandr Pușkin
- Vasile Roaită
- Pictorița Schtork
- Filimon Sîrbu
- Stanciu
- Țepeș Vodă
- Țiolkovski

### Busturi compoziționale
- Nicolae Bălcescu
- Dr. Cărpinișeanu
- Crescătoare de păsări
- Filimon Sîrbu
- Viață și rod
- Trandafirescu

### Medalii
- Beethoven (aramă - Brașov)
- Cuznețov (aramă – Brașov)
- Richard Dessart (bronz - Namur, Belgia)
- Kopernik (bronz)
- Louis Seillan (aramă – Paris, Franța)

## In memoriam
La un an după decesul lui Andrei Ostap, familia sa a dorit să îndeplinească dorința sa din urmă: donarea a peste 300 de desene și lucrări de sculptură Muzeului de Artă din Chișinău - Republica Moldova, practic a peste 50% din opera sa. Din păcate, după 10 ani, când fiica artistului, Wanda Ostap, membră a Academiei Europene de Artă, expert în iconografie (Italia), expert și traducător pe lângă tribunalele din Belgia, a dorit să viziteze expoziția cu lucrările tatălui său, la Muzeul de Artă din Chișinău, a aflat că întreaga donație este încuiată la subsol și nu este expusă pentru public.
În iulie 2009, Institutul Cultural Român (ICR) a organizat expoziția stradală de fotografie "Mari polono-români" care a fost deschisă la Sopot, cea mai atractivă stațiune estivală a Poloniei. Alături de Andrei Ostap, expoziția a prezentat și alte personalități polono-române, și anume compozitorul Ciprian Porumbescu, actorul Colea Răutu, muzicianul Theodor Rogalski, pictorul Octavian Smigelschi, balerinul și coregraful Oleg Danovski, generalul și fostul ministru Henri Cihoski, generalul și fostul primar al Bucureștiului Victor Dombrovski, medicul militar și fondatorul de instituții medicale Gustav Otremba, generalul comandant al Vânătorilor de Munte Leonard Mociulschi și curierul Armatei Naționale clandestine Maria Lesiecka.

## Lucrări

Timpul
Geneza
Metaloplastie
Mama și copilul
I.L. Caragiale